# Ma Shirong
Ma Shirong, ou Ma Che-Jong ou Ma Shih-Jung est un peintre chinois du XIIe siècle originaire de Hezhong, province du Shanxi. Ses dates de naissance et de décès ne sont pas connues, pas plus que sa vie privée ou professionnelle, on sait qu'il est actif dans la première moitié du douzième siècle.

## Biographie
Ma Shirong est le fils de Ma Xingzu et petit-fils de Ma Fen, il est lui aussi membre de l'Académie de peinture pendant l'ère Shaoxing (1131-1162). C'est un peintre de paysage, de figures, de fleurs et d'oiseaux; le Musée du palais de Pékin conserve une peinture sur éventail qui lui est attribuée: Paysage aux larges pavillons.

## L'Académie de peinture des Song du Sud
Tous les anciens thèmes connaissent une renaissance sous le nouveau gouvernement, et nombre de sujets inédits sont adaptés à la nouvelle image du renouveau dynastique. Les anciens récits historiques narrant les épreuves, la survie et la renaissance impériales se développent tout particulièrement. L'Académie impériale de peinture fraîchement reconstituée, et de nouveaux talents sont attirés dans la belle et florissante capitale de Hangzhou. La peinture qui s'y développe et y prospère est d'abord patronnée par les membres de la famille impériale, notamment par de puissantes impératrices et leur parentèle et par plusieurs empereurs particulièrement attentifs aux pouvoirs de l'art. La peinture est essentiellement une profession manuelle, ou une tradition artisanale, maintenue avec succès sur de longues périodes par des familles d'artisans. La plus célèbre de ces familles de la période Song est la famille Ma, de Hezhong dans le Shanxi.

## La famille Ma
Ma Shirong, fils de Ma Xingzu, a un frère, Ma Gongxian peintre lui aussi, et deux fils, Ma Kui et  Ma Yuan le plus connu de cette famille.  Tous, suivent l'exemple de leurs parents et arrière-parents dans la fonction de peintre « attendant les ordres » de l'empereur. Les Ma travaillent de préférence à l'encre.